# What’ll I Do
A What’ll I Do Janet Jackson amerikai pop- és R&B-énekesnő kilencedik kislemeze ötödik, janet. című albumáról. Részletet használ fel a The Rolling Stones (I Can’t Get No) Satisfaction című slágeréből. Kislemezen megjelent dupla A oldalas kislemezen is a Whoops Now című számmal.

## Fogadtatása
A Whoops Now-t Japánban és egyes európai országokban, míg a What’ll I Do-t többek között Ausztráliában és Új-Zélandon jelentették meg. Az albumon is szereplő The Body That Loves You című dal B oldalként mindkét dal kislemezeinek szerepelt egyes változatain.
A kislemezek mérsékelt sikert arattak, Ausztráliában, Olaszországban, Svájcban és több európai országban a Top 20-ba kerültek a slágerlistán. A What’ll I Do az első helyre került az új-zélandi slágerlistán.

## Videóklip és remixek
A dal videóklipjét a janet. turné koncertfelvételeiből vágták össze. Remixe, a Dave Navarro Remix szerepel a Janet.Remixed című remixalbumon is.

## Változatok[1]
7" kislemez, kazetta (Egyesült Királyság)
1. Whoops Now (Radio Edit)
2. What’ll I Do

12" maxi kislemez (Egyesült Királyság) + poszter
CD maxi kislemez (Egyesült Királyság, Hollandia)
1. Whoops Now (Radio Edit)
2. What’ll I Do
3. What’ll I Do (Dave Navarro Remix)
4. The Body That Loves You

CD kislemez (Ausztrália)
1. What’ll I Do
2. That’s the Way Love Goes (We Aimsta Win Mix #1)

CD kislemez (Hollandia)
1. What’ll I Do
2. What’ll I Do (Dave Navarro Remix)

CD kislemez (Japán)
1. What’ll I Do (Dave Navarro Remix)
2. The Body That Loves You

## Helyezések
| Whoops Now/What’ll I Do (1995) | Legmagasabb helyezés |
| Bajor kislemezlista            | 6                    |
| Belga kislemezlista            | 24                   |
| Brit kislemezlista             | 9                    |
| Dán kislemezlista              | 8                    |
| Dél-afrikai kislemezlista      | 6                    |
| Finn kislemezlista             | 50                   |
| Francia kislemezlista          | 3                    |
| Német kislemezlista            | 11                   |
| Olasz kislemezlista            | 11                   |
| Svájci kislemezlista           | 6                    |

| What’ll I Do (1995)      | Legmagasabb helyezés |
| Ausztrál kislemezlista   | 14                   |
| Új-zélandi kislemezlista | 1                    |